# Władysław Kowalski
Władysław Kowalski (Paprotnia, 26 agosto 1894 – Varsavia, 14 dicembre 1958) è stato un politico e letterato polacco.

## Biografia
Fu Maresciallo del Sejm dal 4 febbraio 1947 al 21 luglio 1952 e dal 22 luglio 1952 al 19 novembre 1952.